# Malcolm III của Scotland
Malcolm III của Scotland (khoảng 1031-1093), còn được biết đến với tên Malcolm Canmore, là vua của vương quốc Scotland. Ông là vị vua đầu tiên của một triều đại đã cai trị Scotland trong hơn hai thế kỉ.

## Sự nghiệp
Malcolm sinh năm 1031, là con trai của vua Duncan I của Scotland và người phu nhân cùng họ hàng với Siward, Bá tước xứ Northumberland. Khi cha của ông bị ám sát vào năm 1040, Malcolm không được kế vị ngai vàng. Tại thời điểm này, hệ thống kế vị của Scotland được xen kẽ giữa các dòng hậu duệ khác nhau của cùng một gia đình hoàng gia. Vì vậy, vị vua mới được chọn từ một dòng dõi hoàng gia khác là Macbeth, người đã giết Duncan I trong trận chiến. Malcolm lại giết Macbeth trong trận chiến năm 1057, nhưng Lulach, con riêng của vợ Macbeth lại được chọn làm vua. Điều này đã phá vỡ và thay thế mô hình lên ngôi vua. Lulach chỉ trị vì vài tháng cho đến khi ông ta cũng bị giết bởi Malcolm lúc mới 22 tuổi. Malcolm cuối cùng đã kế vị Lulach và thay đổi quyền kế vị cho các con trai của mình cùng con cháu của họ. Điều này khiến Scotland giống như các quốc gia châu Âu khác trong việc giữ và kế vị ngai vàng trên cùng một triều đại.

## Vua của người Scot
Cuối cùng Malcolm trở thành vua ở độ tuổi cuối hai mươi. Ông dẫn đầu tổng cộng 5 cuộc đột kích vào nước Anh bắt đầu từ năm 1061. Cuộc chinh phục nước Anh của người Norman đã khiến nhiều người rời bỏ nước Anh. Malcolm chào đón họ đến Scotland. Những người này bao gồm Edgar Atheling cùng chị em là Margaret và Christina cũng như mẹ của họ. Được lớn lên tại triều đình của Thánh Stephen của Hungary nên Margaret được cho là xinh đẹp, khôn ngoan và rất sùng đạo. Malcolm vốn đã goá vợ ngay lập tức phải lòng bà và yêu cầu bà kết hôn với ông. Margaret đã từ chối vì bà và em gái đã được xác định sẵn sẽ là những nữ tu. Nhưng sau một thời gian, cuối cùng Margaret cũng chấp nhận. Thông qua cuộc hôn nhân của mình với Margaret, ông đã có được quyền lợi đối với ngai vàng nước Anh.
Edgar Atheling tham gia cuộc nổi dậy ở miền Bắc nước Anh vào năm 1069 nhưng thất bại và William người chinh phục đã cướp phá thành York để trừng phạt. Malcolm tham gia nhưng quá muộn, khi Edgar đã rời Anh trên một con tàu Đan Mạch. Malcolm từ lâu đã tuyên bố chủ quyền Cumbria và Northumberland và thực hiện một cuộc đột kích khác vào Bamburgh. Ông đã bắt nhiều người đến mức người dân nói rằng có ít nhất một nô lệ người Anh trong mọi ngôi nhà ở Scotland. Năm 1071, William đến phía bắc với một đội quân lớn. Ông đã đến tận Abernethy nhưng Malcolm muốn hòa bình. William đồng ý cấp cho ông 12 trang viên của người Anh và trả một khoản phí hàng năm. Malcolm phải đưa con trai mình là Malcolm làm con tin, nhưng điều này có vẻ khiến ông trở thành chư hầu của vua nước Anh.
Edgar Atheling trở lại Scotland vào năm sau. Ông đã được vua Pháp cho đất ở biên giới gần Normandie. Malcolm chấp nhận lấy lãnh thổ và an cư tại đó. Sau đó, ông đã cho Edgar vàng và bạc, đồng thời gửi ông đến sống ở Pháp. Nhưng Edgar đã sớm trở về sau khi bị đắm tàu trên hành trình của mình. Lần này Malcolm khuyên ông nên làm hòa với vua William của Anh. Edgar đã nghe theo và chấp nhận một lâu đài làm nơi cư trú ở Anh. Năm 1079, William và con trai Robert đã chiến đấu ở Normandie. Malcolm đột kích vào nước Anh một lần nữa và được chào đón ở Northumberland. Nhưng William đã cử em trai của mình là Odo, Giám mục Bayeux lên phía bắc để trừng phạt công tước xứ Northumberland và Robert đột kích vào Scotland. Một lần nữa Robert và Malcolm giải quyết được tranh chấp và hòa bình trở lại. Năm 1092, dưới thời trị vì của William Rufus, Malcolm lại tấn công nước Anh. Hòa bình một lần nữa được tái tạo với William Rufus. Nhưng William đã thất bại một trong những lời hứa của mình với Malcolm, vì vậy vào năm 1093, người Scotland lại xâm lược nước Anh. Lần này Malcolm III đã băng hà trong khi chiến đấu tại lâu đài Alnwick. Con trai ông, Edward, cũng qua đời ở đó. Vương hậu Margaret vì đau buồn sau khi nghe tin về cái chết của chồng và con trai trẻ nên cũng đã qua đời cùng năm.

## Hậu duệ
Khoảng năm 1059, ông kết hôn với Ingibjorg, góa phụ của Thorfinn Sigurdson, Bá tước xứ Orkney. Bà là con gái của Bá tước Finn Arnason. Họ có 2 người con trai
- Duncan, kế vị cha mình với danh hiệu Duncan II.[12]
- Donald, (mất năm 1085).[12]

Lần hai, ông kết hôn với Margaret xứ Wessex khoảng năm 1068. Họ có 8 hậu duệ, bao gồm sáu con trai và hai con gái:
- Edward (mất năm 1093).[12]
- Edmund, Hoàng tử xứ Cumbria và sau đó là một tu sĩ.[12]
- Ethelred, Bá tước Fife và trụ trì xứ Dunkeld.[12]
- Edgar của Scotland, vua Scotland.[12]
- Alexander, vua Scotland với tư cách Alexander I.[12]
- David, vua Scotland với tư cách David I.[12]
- Matilda, kết hôn với Henry I của Anh.[12]
- Mary, kết hôn khoảng năm 1102 với Eustace, Bá tước xứ Boulogne. Con gái của họ, Matilda, là vợ của Stephen, vua của Anh.[12]